# 킬리지

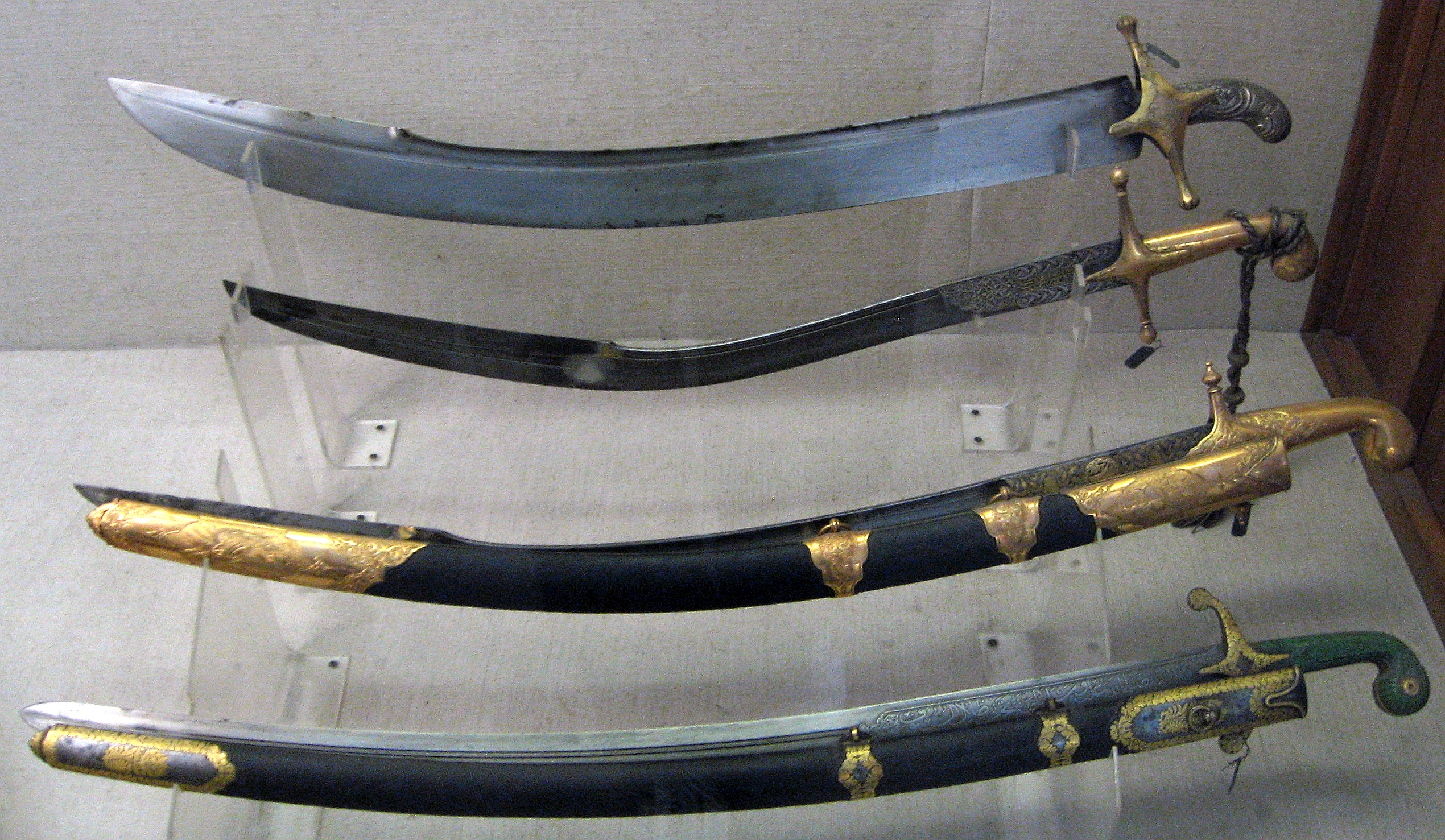
킬리지

킬리지(튀르키예어: kılıç)는 터키의 초승달 모양의 군도이다. 칼의 휜 바깥쪽 전체와 안쪽의 칼끝에서 약 20cm까지의 부분에 날카로운 날이 붙어 있다.

## 같이 보기
- 도 (중국)
- 야타간
- 사브르
- 사블라
- 시미터